# یان رودزانت
یان رودزانت (به انگلیسی: Jan Roodzant) (زادهٔ ۶ ژانویهٔ ۱۹۸۴) شناگر اهل آروبا است.